# Gurne dell'Alcantara
Le Gurne dell'Alcantara sono una serie di laghetti situati nella Valle dell'Alcantara in Sicilia.

## Descrizione
Sono 16 piccoli laghi formati nel letto lavico del fiume Alcantara, di forma rotonda e ricadenti l'uno verso l'altro. La larghezza delle gurne varia tra i 5 e i 30 metri di diametro e la profondità dai 5 ai 10 metri. Le Gurne si trovano interamente nel territorio di Francavilla di Sicilia dietro il colle dove si trovano i ruderi del castello, l'ultima gurna si trova nelle vicinanze di Fondaco Motta. Un percorso alternativo: facendo tappa a Castiglione di Sicilia, è possibile visitare la chiesa di Santa Domenica o Cuba da cui si diparte un suggestivo sentiero che, costeggiando il fiume, arriva fino alle Gole dell'Alcantara.
Nel 2006 il Parco fluviale dell'Alcantara ha ultimato il sentiero guidato per la visita alle gurne, mettendo il sentiero in sicurezza e organizzando la visita con le istruzioni sul luogo che si sta visitando tra i quali i resti di una città greca a Francavilla e i resti di un mulino che nel 1896 dava già l'illuminazione elettrica a Francavilla di Sicilia.

## Galleria d’immagini

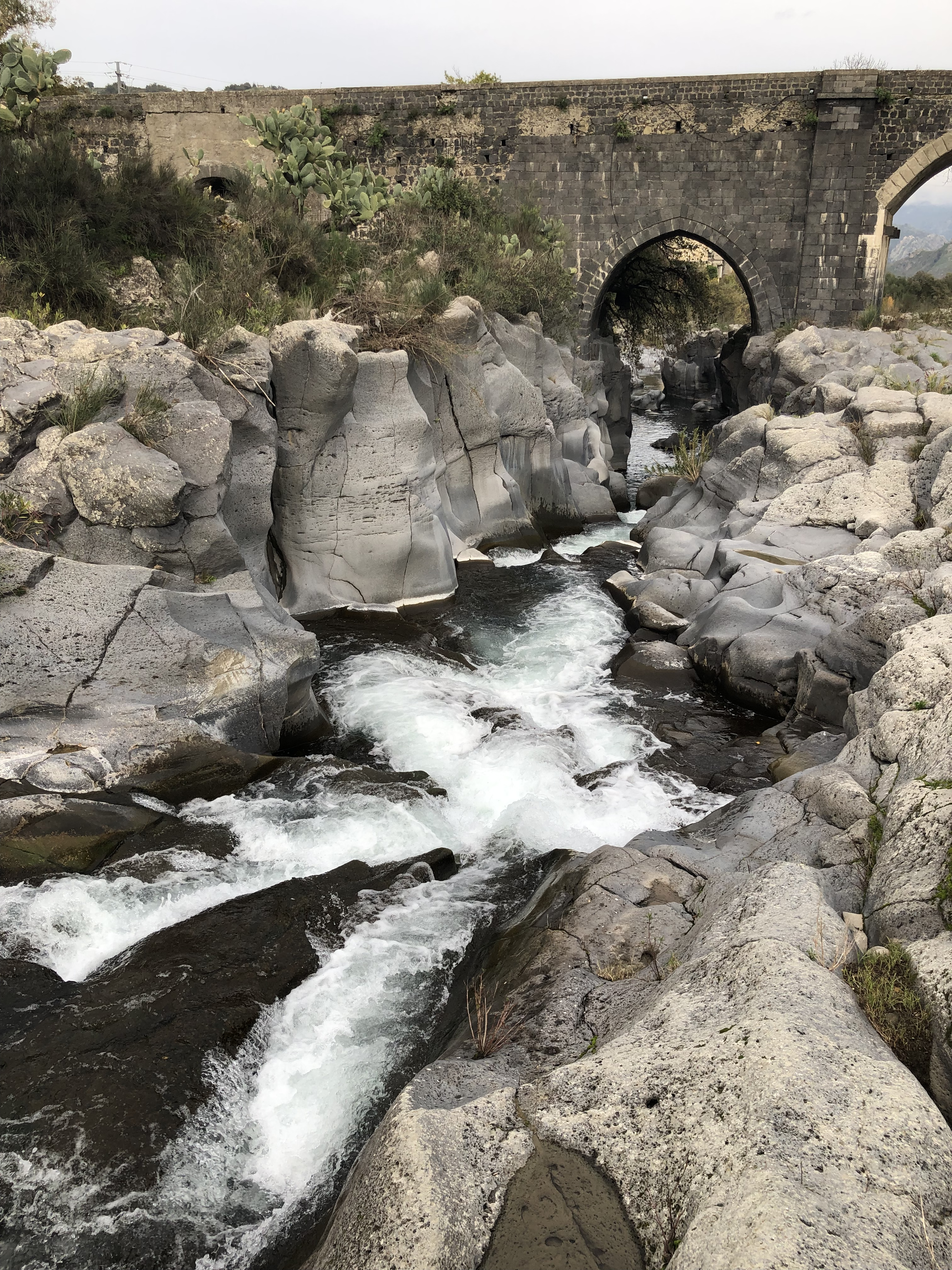
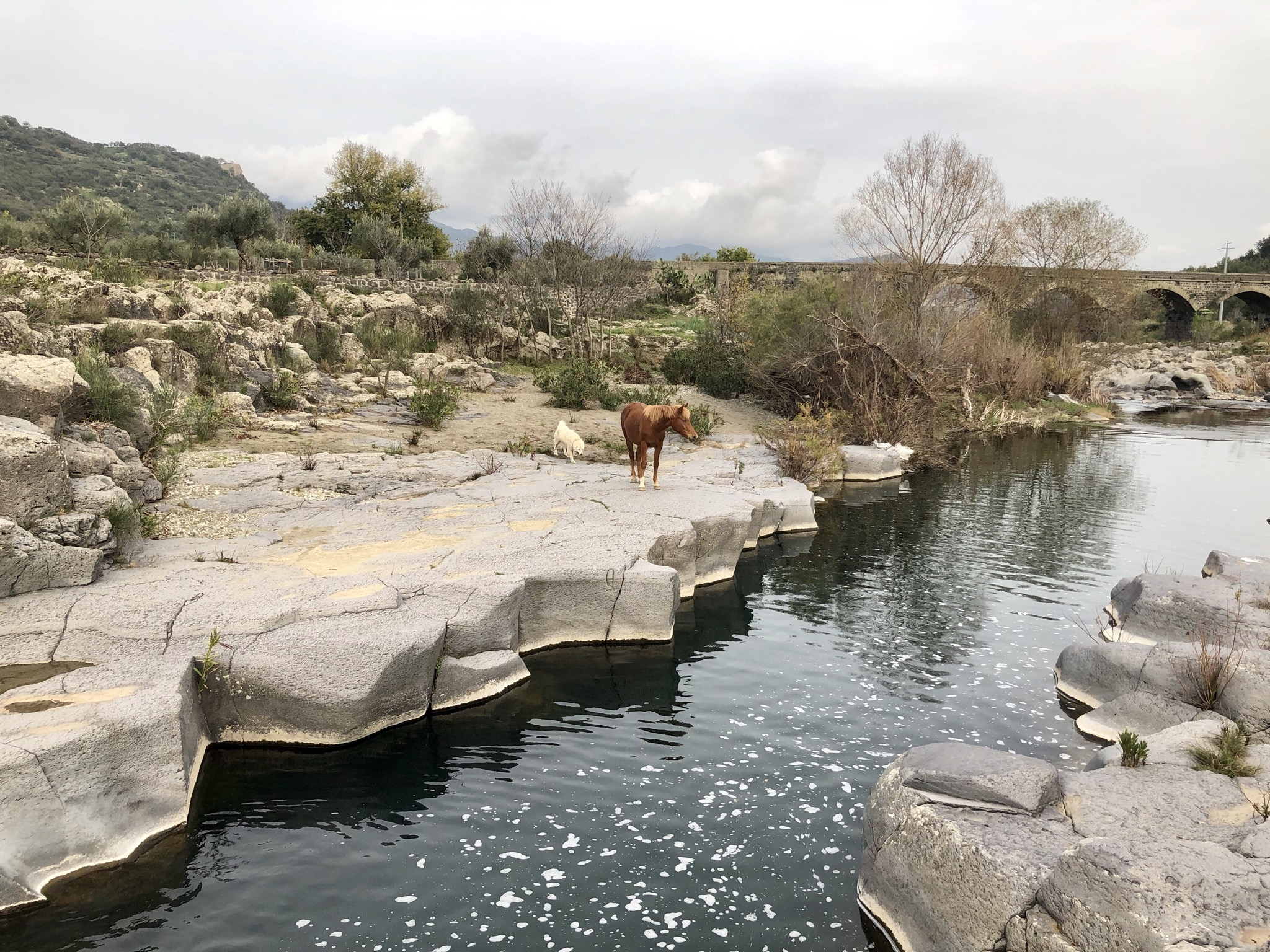
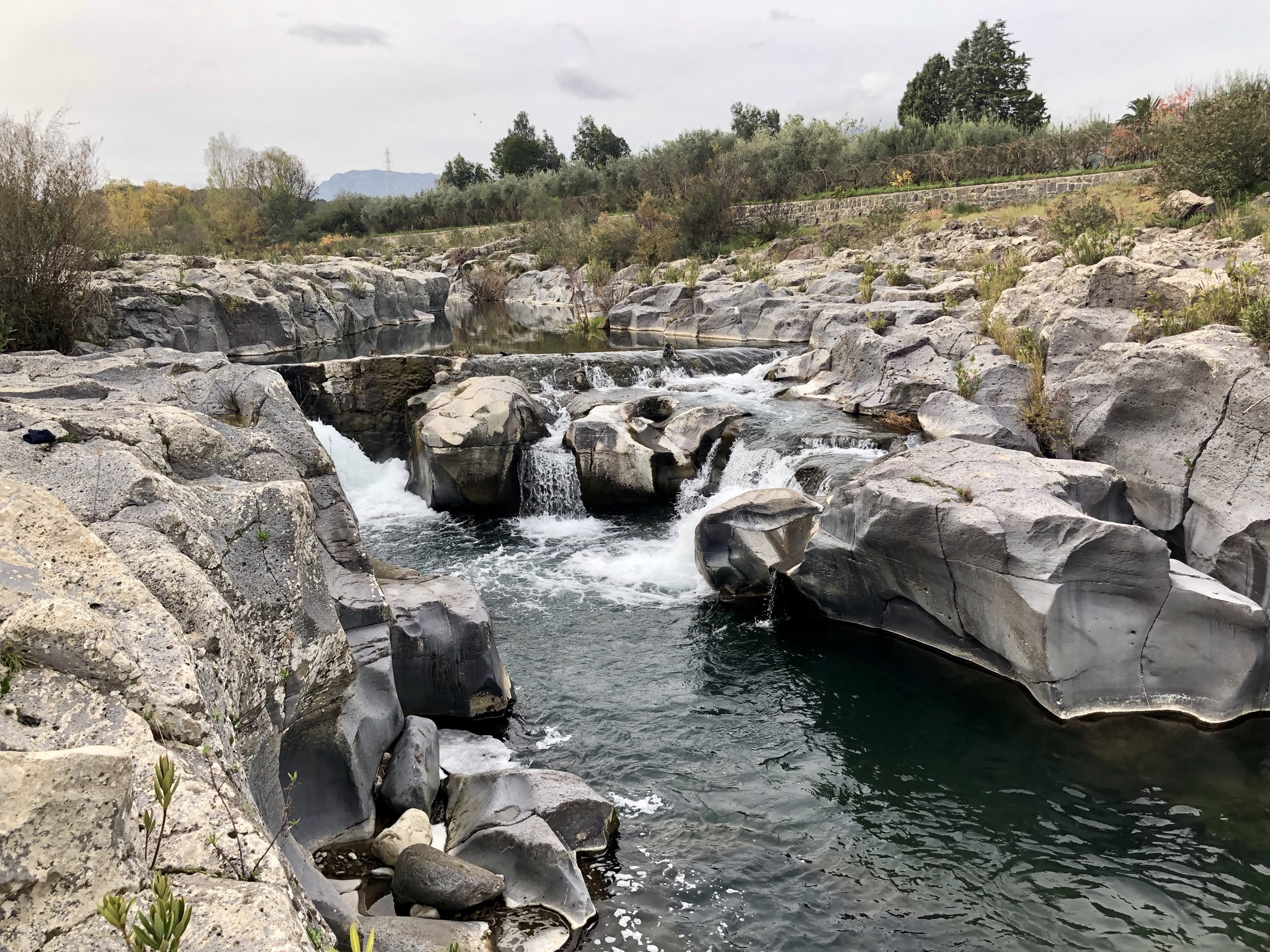